# Carmichaelia orbiculata
Carmichaelia orbiculata är en ärtväxtart som beskrevs av John William Colenso. Carmichaelia orbiculata ingår i släktet Carmichaelia och familjen ärtväxter. Inga underarter finns listade i Catalogue of Life.